# باساجون

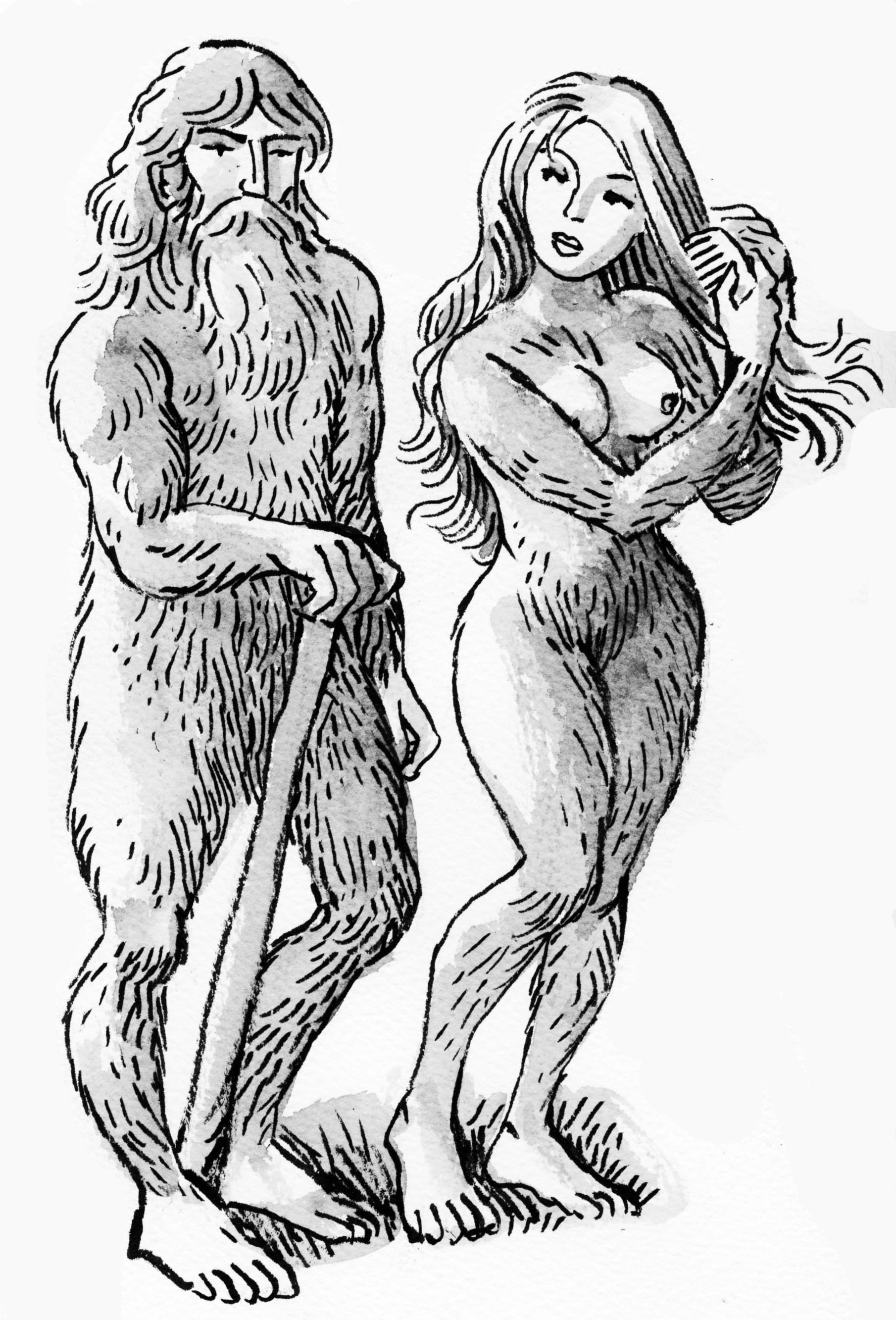
تصوير فني للباساجون ورفيقته، البساندر.

في الأساطير الباسكية ، باساجون (  "سيد الغابة"، الجمع: باساجوناك ، أنثى باساندر ) هو مسكن ضخم ذو شعر لأسلاف الإنسان في الغابة,. كان يُعتقد أنهم يبنون الجندل ، ويحمون قطعان الماشية، ويعلمون البشر مهارات مثل الزراعة وصناعة الحديد .
وقيل إنهم يسكنون غابات جوربيا وإيراتي . إنهم يمشون مثل البشر، وأجسادهم مغطاة بالشعر وبدة طويلة جدًا تصل إلى أقدامهم.
بعيدًا عن العدوانية، كان الباساجوناك يحمون قطعان الأغنام و أشاروا إلى وجودهم بهز الجرس للقطيع . عندما تقترب عاصفة أو ذئاب، كان الباساجون يصرخون ويصفرون على الجبل لتحذير الرعاة. في المقابل، يحصل الباساجوناك على قطعة خبز كجزية، والتي جمعوها بينما كان الرعاة نائمين.
وعلى الرغم من ذلك، في جميع الأحوال كان الباساجوناك يظهروا أحيانًا في القصص كرجال الغابة المرعبين، والقوات الهائلة التي كان من الأفضل عدم الاصطدام بها، بينما يظهر الباساجوناك في قصص أخرى كأول المزارعين وحاملي أسرار الهندسة المعمارية، الزراعة والحدادة والحياة المستقرة. اكتسب المحتال سان مارتن تكسيكي هذه المهارات المتنوعة منهم، والتي علمها لاحقًا للبشر.
يظهر هذا المخلوق أيضًا في الأساطير الأراغونية ، في وديان تينا وأنسو وبروتو ، وهي أماكن تحافظ على أسماء المواقع الجغرافية الباسكية. هناك يطلقون عليها اسم باساجارو أو بونجارو أو بوسنيرو .
اقترح بعض المؤلفين  أن أسطورة الباساجون هي ذاكرة شعبية للاتصال البشري المبكر مع سكان النياندرتال في شبه الجزيرة الأيبيرية.

## أسطورة
- مثل جنتيل ، فإن باساجون هو رجل بري كبير ومشعر يعيش في الغابات المظلمة والكهوف العميقة، ولكن على عكسهم، فهو حكيم جدًا.
- يقال إن الباساجون كان من بين آخر من بقي على قيد الحياة من جينتيلاك أثناء وصول المسيحية. يتم تقديمه على أنه العبقري الحامي للقطعان، وعندما تقترب العاصفة، يزأر للرعاة ليحمي القطيع. كما أنه يمنع الذئاب من الاقتراب من القطيع. كما تم تصويره على أنه رجل مخيف وشرير ذو قوة عظيمة.
- في الخرافات الأخرى، يتم الحديث عن هذه الشخصية بشكل جيد. ويقال إنه أول من عرف الزراعة؛ كما تم اعتباره حدادًا وطحانًا؛ ويقال إن الرجال تعلموا منه أعمال زرع المعادن ونشرها ولحامها. ومن الطبيعي أن تتزامن بدايات المسيحية ( كيكسمي ) وانتشار التكنولوجيا مع الفترة التي جاء فيها الرومان إلى بلاد الباسك.

## مقارنة الأساطير
لدى الثقافات المختلفة في جميع أنحاء أوروبا مفهومها المميز الخاص بـ "الرجل البري"، بأسماء وفولكلور مميز. الباساجون هو الشخص المماثل شعب الباسك، وكذلك أصحاب التراث الباسكي التاريخي في تينا وأنسو وبروتو في أراغون، والذي يعرف عندهم هذا المخلوق باسم باساجاراو، أو بونجاراو، أو بوسنيرو.
تجدر الإشارة إلى العلاقة السائدة بين الباساجون والإله الروماني سيلفانوس، المعروف باسم "سيلفانوس سيلفستريس ديوس"، حامي الغابات والمزارع، و"سيلفانوس أجريستيس"، الذي يحمي الرعاة من الأذى. هذا النمط شائع أيضًا بين الأشكال المختلفة لأسطورة الرجل البري.

## أنظر أيضا
- رجل البرية
- اليتي
- بيج فوت